# Josef Ippers
Josef Ippers (Pseudonym Hubert Joti; * 1. Mai 1932 in Neuss; † 12. Juli 1989 ebenda) war ein deutscher Schriftsteller.

## Leben
Bedingt durch den Zweiten Weltkrieg besuchte Josef Ippers nur
vier Jahre lang die Volksschule. Bereits während seiner Jugend unternahm er mehrere Fluchtversuche aus dem heimatlichen Milieu; er wurde wiederholt in Jugendgefängnisse eingeliefert. Nachdem er eine Lehre als Schriftsetzer absolviert hatte, übte er diverse Tätigkeiten aus: Er fuhr zur See, arbeitete als kaufmännischer Angestellter für Reedereien und Speditionen, als Versicherungsinspektor und Pförtner. Seit 1979 lebte er als freier Schriftsteller in Neuss.
Josef Ippers' literarisches Werk umfasst Romane, Erzählungen, Jugendbücher, Reportagen und Fernsehdrehbücher. Seine erzählerischen Werke stehen in der Tradition von Jack London und B. Traven und beschreiben häufig das Schicksal von Angehörigen gesellschaftlicher Randgruppen und den Konflikt zwischen der Sehnsucht nach Ungebundenheit und Geborgenheit.
Josef Ippers war seit 1971 Mitglied des Verbandes Deutscher Schriftsteller, seit 1972 des Werkkreises „Literatur der Arbeitswelt“ sowie der Schriftstellervereinigung Die Kogge. Neben diversen Stipendien erhielt er 1979 den Dormagener Federkiel und 1981 den Preis der Bundesarbeitsgemeinschaft „Hilfe für Behinderte“. 1981/82 hatte er einen einjährigen Aufenthalt auf dem Künstlerhof Schreyahn.
Von Hermann Spix ist 2012 eine Biographie über Josef Ippers erschienen: "Ich will in viele Leben schlüpfen – Annäherung an den Schriftsteller Josef Ippers".

## Werke
- Arabesken oder Friedhof der Winde, Düsseldorf 1971
- Fischer im Sattel, Düsseldorf 1973
- Am Kanthaken, Frankfurt am Main 1974
- Das Gewehr, Augsburg 1974
- Carmen von der Liebesküste, Flensburg 1975
- Jonas, der Strandläufer, München 1976
- Von Beruf Familienvater, Ravensburg 1978
- Killians Zeiten, Hamburg 1981
- Die Liebe der Elfe, München [u. a.] 1982
- Amerikanische Fahrt, Essen 1986
- Flußaufwärts in die Hügel, Würzburg 1986
- Krach auf der Schweinswurstinsel, Würzburg 1986
- Cagney ganz cool, Ravensburg 1987
- Ein kleiner Herr auf Reisen, Würzburg 1987
- Korsen lachen nicht sardonisch, Würzburg 1987
- Der Panama-Dreh, Köln 1987
- Sie nannten ihn Willy, Münster 1988

## Herausgeberschaft
- Neue Stories, Frankfurt am Main 1977 (herausgegeben zusammen mit Rainer W. Campmann)
- Das Faustpfand, Frankfurt am Main [u. a.] 1978

## Übersetzungen
- Herman Melville: Moby Dick, München [u. a.] 1984